# Coelotanypus africanus
Coelotanypus africanus är en tvåvingeart som beskrevs av Freeman 1955. Coelotanypus africanus ingår i släktet Coelotanypus och familjen fjädermyggor. Inga underarter finns listade i Catalogue of Life.